# Université Odlar Yurdu
L'université Odlar Yurdu est une université publique située à Bakou, en Azerbaïdjan.

## Histoire
L'université a été fondée le 10 novembre 1995.

## Facultés
- Ingénierie informatique
- Technologies de l'information
- Comptabilité
- Finance
- Gestion
- Économie
- Commercialisation
- Administration publique
- Enseignement des langues étrangères
- L'éducation préscolaire
- Travail social
- Traduction
- Relations internationales
- Psychologie
- Écologie
- Design (intérieur, graphisme)